# Association Sportive des Forces Armées Royales
El Association Sportif des Forces Armées Royales, sovint conegut com a ASFAR (àrab: نادي الجيش الملكي, Nādī al-Jayx al-Malakī, ‘Club de les Forces Armades Reials'), és un club de futbol marroquí de la ciutat de Rabat-Salé.

## Història
El club va ser fundat el 1958, just després de la independència del Marroc.

## Palmarès
- Lliga marroquina de futbol:[1]
  - 1961, 1962, 1963, 1964, 1967, 1968, 1970, 1984, 1987, 1989, 2005, 2008

- Copa marroquina de futbol:[2]
  - 1959, 1971, 1984, 1985, 1986, 1999, 2003, 2004, 2007, 2008, 2009, 2020

- Lliga de Campions de la CAF:
  - 1985

- Copa Confederació africana de futbol:
  - 2005

## Galeria

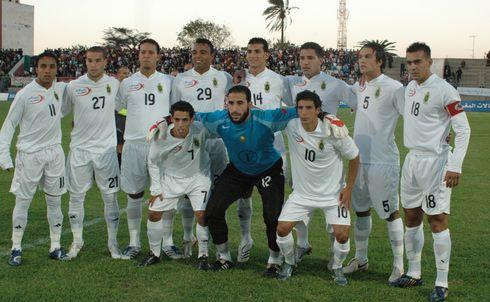
AS FAR 2007-08
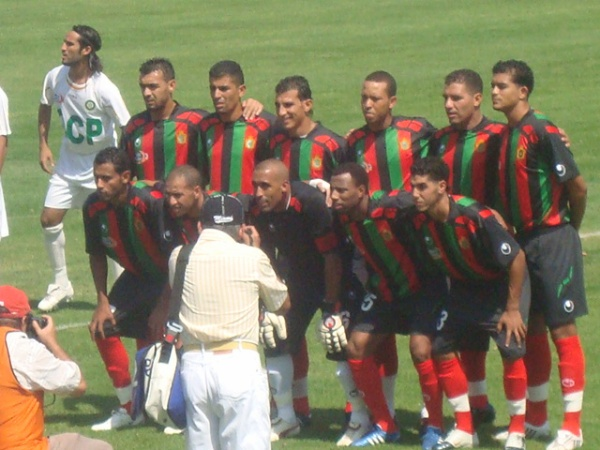
AS FAR 2009-10
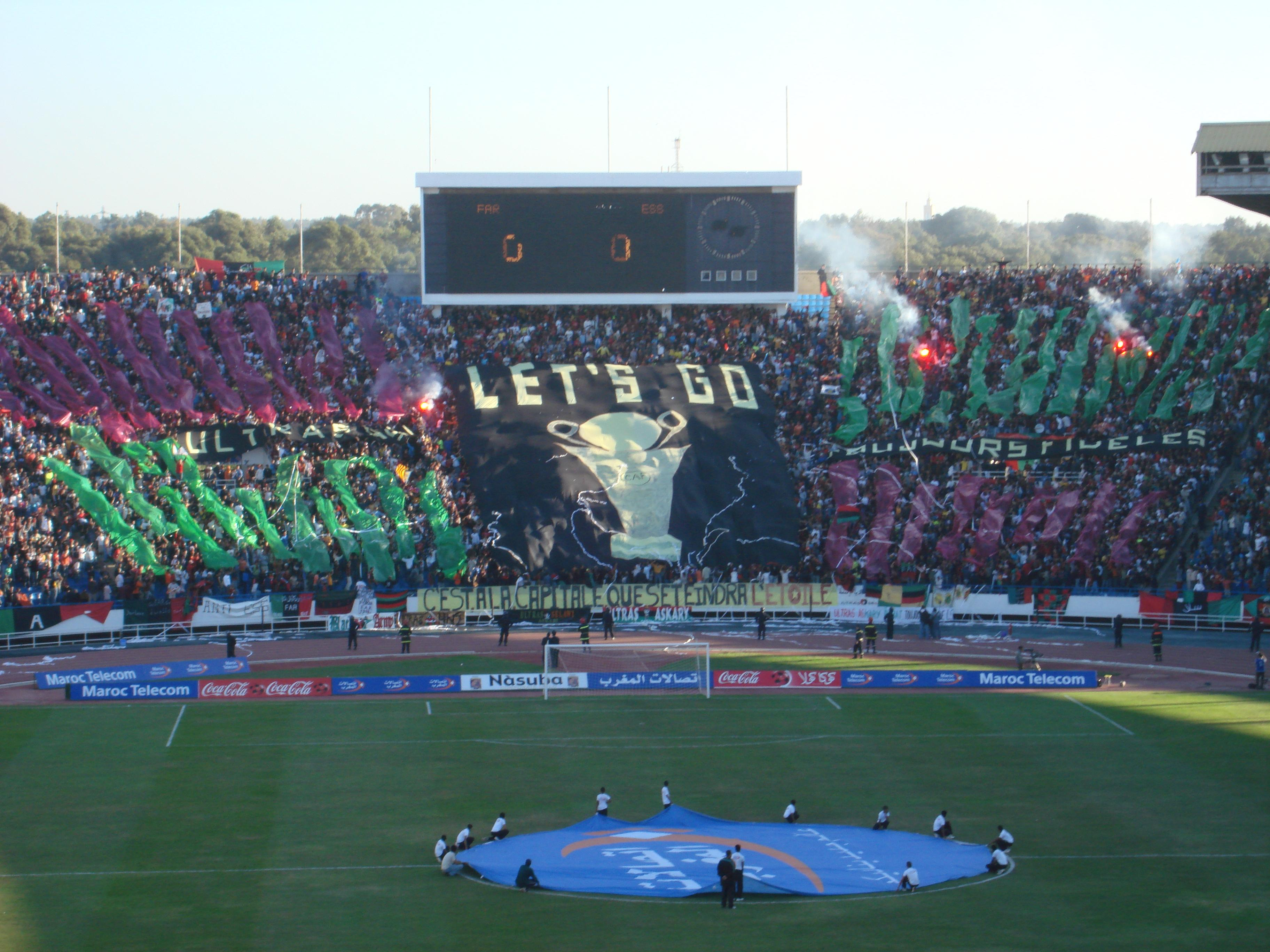
Seguidors